# Daisy Bacon
Daisy Bacon (* 23. Mai 1898 in Union City, Pennsylvania; † 1. März 1986 in Port Washington) war eine US-amerikanische Redakteurin. Sie arbeitete für verschiedene Pulps.

## Biografie
Sie wuchs bei ihren Großeltern auf einem Bauernhof auf und wurde dort von Privatlehrern erzogen.
Daisy Bacon moderierte die Rubrik «Brief des Herzens», bevor sie 1929 Redakteurin des Wochenmagazins Love Story Magazine im Verlag Street & Smith wurde. Diese Kollektion gehört zu den erfolgreichsten. Bis zu 600.000 Exemplare werden publiziert. Sie blieb bis 1947, als der Verlag beschloss, keine Pulps mehr zu veröffentlichen, Herausgeberin bei Street & Smith.
Sie starb 1986 in Port Washington.